# Vol 655 d'Iran Air
El vol 655 d'Iran Air fou un vol comercial d'Iran Air entre Bandar Abbas (Iran) i Dubai (Emirats Àrabs Units). El diumenge 3 de juliol de 1988, gairebé al final de la Guerra Iran-Iraq, l'avió fou abatut al sud de l'illa de Qeshm, a l'estret d'Ormuz, pel creuer llançamíssils estatunidenc USS Vincennes (CG-49). La catàstrofe provocà 290 víctimes civils, de les quals 66 nens, i no deixà cap supervivent.
Segons el govern dels Estats Units, l'Airbus A300 fou confós amb un F-14 Tomcat de la Força Aèria Iraniana. Iran qualificà l'incident com un acte de barbàrie. Per altra banda, George H. W. Bush, vicepresident de l'administració Reagan, defensà el seu país a les Nacions Unides i declarà que l'abatiment de l'avió fou un incident de guerra i que la tripulació del Vincennes actuà segons el moment. En una conferència de premsa el 2 d'agost de 1988 digué: "Mai em disculparé pels Estats Units d'Amèrica. No m'importa el que els fets diguin" en referència a l'incident.

## Passatgers i membres de la tripulació
| Nacionalitat        | Passatgers | Tripulació | Total |
| ------------------- | ---------- | ---------- | ----- |
| Iran                | 238        | 16         | 254   |
| Emirats Àrabs Units | 13         | 0          | 13    |
| Índia               | 10         | 0          | 10    |
| Pakistan            | 6          | 0          | 6     |
| Iugoslàvia          | 6          | 0          | 6     |
| Itàlia              | 1          | 0          | 1     |
| Total               | 274        | 16         | 290   |